# Абу Фарис Абд аль-Азиз аль-Мутаваккиль
Абд аль-Азиз (или Абу Фарис Абд аль-Азиз аль-Мутаваккиль, ум. 1434) — девятнадцатый правитель государства Хафсидов в Ифрикии в 1394-1434 годах, восемнадцатый халиф Хафсидов.

## Биография
Абд аль-Азиз наследовал своему отцу Ахмаду II. 
После вступления на трон он подавил местные династии в Триполи, Гафсе, Тозеуре и Бискре, а также племенную знать Константины и Беджаи (1397—1402), и назначил губернаторов в эти регионы.
В 1398 и 1399 годах, после рейда алжирских и тунисских пиратов на Торребланку
 и других пиратских атак, арагонский король Мартин I провёл два крестовых похода против Теделиса и Боны. Провал экспедиций заставил короля подписать мирный договор с Абд-аль-Азизом 15 мая 1403 года, который вскоре был нарушен.
В 1398 году халиф совершил смелую экспедицию в горы Орес, а в 1406/1407 году — в Триполитанию. Абд аль-Азиз также прекратил серьёзный кризис, возникший в Константине (1407—1408) и захватил Алжир (1410/1411).
После нескольких лет покоя, в 1424 году, халиф вновь бросился на запад, где к 1431 году установил свой сюзеренитет над Тлемсеном и принял участие в конфликте между Марокко и Гранадой.
С христианскими государствами Абд аль-Азиз подписал несколько договоров, и отношения с ними были довольно близкими.
Халиф следовал строгой религиозной политике, которая сделала его очень популярным среди духовенства и народа. Он делал щедрые пожертвования улемам и попытался распространить суннизм в Джербе. Он также активно строил религиозные сооружения и отменил некоторые нерелигиозные налоги. Маликитский мазхаб восторжествовал благодаря известному правоведу Ибн Арафе (1316-1401), сподвижнику Ибн Халдуна (ум. 1406). При Абд аль-Азизе был построен дворец, в котором впоследствии был открыт музей Бардо.
В 1432 году Абд аль-Азиз лично отправился на помощь защитникам острова Джерба, на который напал Альфонс Великодушный. В 1434 году, когда ему было уже более семидесяти лет, халиф возглавил экспедицию против Тлемсена, чтобы вернуть Абдальвадидов к послушанию, но умер в районе Уарсена. Его сын Абуль-Хасан Мухаммад к тому времени уже умер, и престол перешёл к его внуку Мухаммаду аль-Мунтансиру.

## Интересные факты
- По его просьбе была написана книга Благоуханный сад.